# Bray-Saint-Aignan
Bray-Saint-Aignan ist eine französische Gemeinde mit 1.774 Einwohnern (Stand: 1. Januar 2022) im Département Loiret in der Region Centre-Val de Loire. Sie gehört zum Arrondissement Orléans und gehört zum Kanton Sully-sur-Loire.
Bray-Saint Aignan wurde zum 1. Januar 2017 aus den früher eigenständigen Gemeinden Bray-en-Val und Saint-Aignan-des-Gués gebildet. Der Verwaltungssitz der neuen Gemeinde (Commune nouvelle) befindet sich im Ort Bray-en-Val.

## Geografie
Bray-Saint-Aignan liegt etwa 30 Kilometer ostsüdöstlich von Orléans. Nördlich davon breitet sich der Forêt d’Orléans, ein etwa 150.000 Hektar großes Waldgebiet, aus. An der südwestlichen Gemeindegrenze verläuft der Fluss Bonnée. Umgeben wird Bray-Saint-Aignan von den Nachbargemeinden Bouzy-la-Forêt im Norden, Vieilles-Maisons-sur-Joudry und Lorris im Nordosten, Les Bordes im Osten, Bonnée im Süden, Saint-Benoît-sur-Loire im Westen und Südwesten sowie Saint-Martin-d’Abbat im Westen und Nordwesten.

## Gliederung
| Ortsteil                      | ehemaliger INSEE-Code | Fläche (km²) | Einwohnerzahl (2019) |
| ----------------------------- | --------------------- | ------------ | -------------------- |
| Bray-en-Val (Verwaltungssitz) | 45051                 | 22,32        | 1448                 |
| Saint-Aignan-des-Gués         | 45267                 | 03,84        | 0293                 |